# 엘패소 버자즈
| 엘패소 버자즈           |                                     |
| 콘퍼런스                | -                                   |
| 디비전                  | 사우스웨스트 디비전 (2001년~2003년) |
| 설립연도                | 1996년 2001년(CHL 가입)             |
| 해체연도                | 2003년                              |
| 역사                    | 엘패소 버자즈 (1996년~2003년)       |
| 경기장                  | 엘패소 카운티 콜리시엄              |
| 연고지                  | 텍사스주 엘패소                     |
| 상징색                  | 검정, 노랑                          |
| 정규시즌 우승           | -                                   |
| 콘퍼런스 우승           | -                                   |
| 디비전 우승             | -                                   |
| 레이 미론 프레지던트 컵 | -                                   |
| 영구 결번               | -                                   |

엘패소 버자즈(El Paso Buzzards)는 미국 텍사스주 엘패소를 연고지로 하는 2001년부터 2003년까지 CHL 소속 아이스 하키팀이 있었다.

## 역대 홈경기장
| 경기장                 | 사용기간      | 수용인원 | 장소            | 비고 |
| ---------------------- | ------------- | -------- | --------------- | ---- |
| 엘패소 버자즈          |               |          |                 |      |
| 엘패소 카운티 콜리시엄 | 1996년~2003년 | 5,250명  | 텍사스주 엘패소 | 빈칸 |